# Георг Крістіян Фюксель
Георг Крістіян Фюксель (нім. Georg Christian Füchsel, 14 лютого 1722, Ільменау — 20 червень 1773, Рудольштадт) — німецький геолог, один із засновників стратиграфії.

## Життєпис

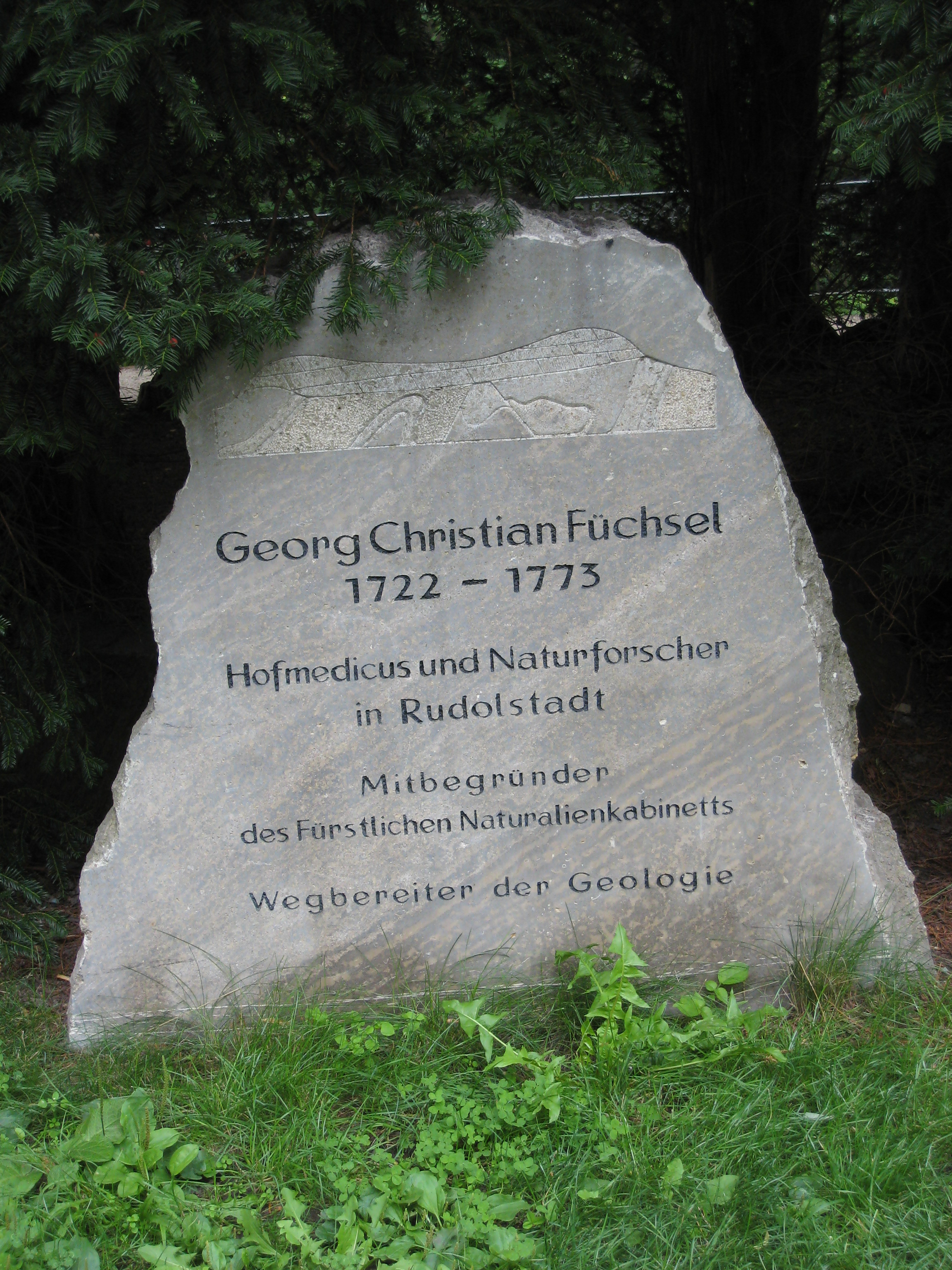
Пам'ятний камінь Георгу Крістіяну Фюкселю перед Гайдексбургом у Рудольштадті

Фюксель здобув освіту в Єнському і Лейпцизькому університетах. Розпочав роботу лікарем в 1756 році, 1757 був призначений відповідальним за організацію природознавчих колекцій князя Фрідріха Карла Шварцбург-Рудольштадтского, майбутнього володаря Тюрінгенського князівства. З 1767 року став придворним лікарем в Рудольштадті, з 1770 року — бібліотекарем.
Фюксель проводив геологічні дослідження в Тюрінгії. Є одним з авторів поняття геологічної формації; позначав цим терміном виділений комплекс шарів земної кори.
Для характеристики геологічних відкладень Фюксель використовував в тому числі й знайдені у відкладеннях скам'янілості, проте не розвинув ці спостереження до палеонтологічного методу.

## Твори
- Historia terrae et maris, ex historia Thuringiae, per montium descriptionem. // Actorvm Academiae electoralis mogvntinae scientiarvm vtilivm qvae erfordiae est, Erfordia, 1762, v. 2.